# Josh Harrellson
Josh Harrellson, né le 12 février 1989 à Saint Charles dans le Missouri, est un joueur américain de basket-ball. Il mesure 2,08 m et a été formé à Kentucky. Harrellson évolue au poste de pivot.

## Biographie
Choisit en 45e position de la draft 2011 de la NBA par les New Orleans Hornets, il fait partie d'un échange qui l'envoie rejoindre la franchise des Knicks de New York contre une somme d'argent.